# Heesch
Heesch è una località dei Paesi Bassi situata nella municipalità di Bernheze nella provincia del Brabante Settentrionale. 
Già municipalità autonoma, il 1º gennaio 1994 ha assorbito il territorio degli ex-comuni di Heeswijk-Dinther e di Nistelrode, il 1º gennaio 1995 è stata rinominata Bernheze.